# Campeonato Asiático de Handebol Feminino
O Campeonato Asiático de Handebol Feminino(pt-BR) ou Campeonato Asiático de Andebol Feminino(pt-PT?) é um campeonato internacional disputado entre as seleções nacionais de handebol/andebol filiadas à Federação Asiática de Handebol.
Além de se conhecer o campeão continental, o torneio também serve como qualificatória para o Campeonato Mundial de Andebol Feminino que ocorre nos anos subsequentes.

## Quadro de Medalhas
| Ordem | País            | Medalha de ouro | Medalha de prata | Medalha de bronze | Total |
| ----- | --------------- | --------------- | ---------------- | ----------------- | ----- |
| 1     | Coreia do Sul   | 14              | 2                | 1                 | 17    |
| 2     | Cazaquistão     | 2               | 0                | 0                 | 2     |
| 3     | Japão           | 1               | 5                | 8                 | 14    |
| 4     | China           | 0               | 10               | 6                 | 16    |
| 5     | Coreia do Norte | 0               | 0                | 2                 | 2     |
| Total | Total           | 17              | 17               | 17                | 51    |

## Resumo das finais
| 1987 Detalhes  | Amã        | Coreia do Sul | 34–24                   | China         | Japão           | 26–9                    | Síria           |
| 1989 Detalhes  | Pequim     | Coreia do Sul | Não houve eliminatórias | China         | Japão           | Não houve eliminatórias | Taipé Chinês    |
| 1991 Detalhes  | Hiroshima  | Coreia do Sul | Não houve eliminatórias | Japão         | China           | Não houve eliminatórias | Coreia do Norte |
| 1993 Detalhes  | Shantou    | Coreia do Sul | 43–26                   | China         | Coreia do Norte | 25–21                   | Japão           |
| 1995 Detalhes  | Seul       | Coreia do Sul | Não houve eliminatórias | China         | Japão           | Não houve eliminatórias | Taipé Chinês    |
| 1997 Detalhes  | Amã        | Coreia do Sul | Não houve eliminatórias | China         | Japão           | Não houve eliminatórias | Uzbequistão     |
| 19991 Detalhes | Kumamoto   | Coreia do Sul | Não houve eliminatórias | China         | Japão           | Não houve eliminatórias | Coreia do Norte |
| 2000 Detalhes  | Xangai     | Coreia do Sul | 33–23                   | Japão         | Coreia do Norte | 24–18                   | China           |
| 2002 Detalhes  | Almaty     | Cazaquistão   | 27–25                   | Coreia do Sul | China           | 29–23                   | Japão           |
| 2004 Detalhes  | Hiroshima  | Japão         | Não houve eliminatórias | China         | Coreia do Sul   | Não houve eliminatórias | Taipé Chinês    |
| 2006 Detalhes  | Cantão     | Coreia do Sul | Não houve eliminatórias | China         | Japão           | Não houve eliminatórias | Cazaquistão     |
| 2008 Detalhes  | Bangkok    | Coreia do Sul | 35–23                   | China         | Japão           | 39–16                   | Tailândia       |
| 2010 Detalhes  | Almaty     | Cazaquistão   | 33–32                   | Coreia do Sul | China           | 26–25                   | Japão           |
| 2012 Detalhes  | Jogjacarta | Coreia do Sul | 40–22                   | China         | Japão           | 21–20                   | Cazaquistão     |
| 2015 Detalhes  | Jacarta    | Coreia do Sul | 36–22                   | Japão         | China           | 28–25                   | Cazaquistão     |
| 2017 Detalhes  | Suwon      | Coreia do Sul | 30–20                   | Japão         | China           | 34–26                   | Cazaquistão     |
| 2018 Detalhes  | Kumamoto   | Coreia do Sul | 30–25                   | Japão         | China           | 27–21                   | Cazaquistão     |